# 鴻門宴傳奇
《鸿门宴传奇》，原名《鸿门宴》，是一部2011年上映、中国大陆与香港合拍的古装历史片，由星光国际传媒（集团）有限公司、北大星光集团、江苏幸福蓝海影业有限责任公司等联合出品，北京光线影业有限公司发行，由香港知名导演李仁港同時擔任編劇及導演，並由黎明、张涵予、刘亦菲、冯绍峰、黄秋生、陈小春、安志杰领衔主演。影片以秦末民变为背景，讲述了刘邦（黎明飾）和项羽（冯绍峰飾）在联合推翻秦朝以后，为争夺天下霸主之位，双方在鸿门宴上展开激烈斗争，最终刘邦侥幸逃脱，并且在数年后击败项羽，赢得楚汉战争的胜利。
本片于2011年4月7日在北京举行开机发布会，4月11日在浙江横店影视城正式开机，至5月底转战甘肃敦煌取景拍摄，同年7月4日杀青关机，在甘肃拍摄期间剧组曾因遭遇洪水围困短暂失联。2011年11月29日，影片在中国大陆正式公映，同年12月8日在香港上映。

## 剧情
秦末暴政，叛兵四起，天下大乱。项羽（馮紹峰飾）、刘邦（黎明飾）双雄争霸。双雄背后，原来另有一人操控全局，就是秦末复国的楚後懷王，他暗施奸计诱项羽、刘邦相争，自己想从中取利。不料项羽、刘邦双雄比他强横，反客为主。
项羽、刘邦识于微时，因反秦而结为知己，惺惺相识，刘邦追随善战的项羽，共事怀王，一同出生入死。屡立战功，项羽亦曾救刘邦一命，二人情同手足。滅秦战役中，项羽发现刘邦竟有能力自行破咸陽，惊觉他有争霸之力，遂有隐忧。鸿门宴中，项羽與刘邦双雄对决，这场盛宴决定了日后谁是最终的王者……

## 演员表
| 演员                   | 角色     | 简介 |
| 黎明                   | 刘邦     | 枭雄，是中国历史上第一个由平民老百姓成为皇帝的人，称“布衣皇帝”。刘邦为义军首领，圆滑奸诈，巧舌如簧，胆小如鼠，能屈能伸。                                                                       |
| 冯绍峰                 | 项羽     | 西楚霸王，是“力能扛鼎，气压万夫”的一代英雄豪杰。光明磊落，坦率粗豪，重情重义，优柔寡断，有勇少谋，妇人之仁。影片刻画了项羽不可一世的霸王本色以及兵败后的悲情英雄形象。                         |
| 刘亦菲                 | 虞姬     | 绝世烈女，人称“虞美人”，为西楚霸王项羽爱姬，在四面楚歌的困境下一直陪伴在项羽身边。虞姬能歌善舞，“霸王别姬”的段落是影片最后的高潮戏，同时，虞姬在片中与刘邦也产生了情感上的纠葛，颇为出人意料。 |
| 张涵予                 | 张良     | 第一谋士，“汉初三杰”之一，刘邦的主要谋士，足智多谋，帮助刘邦成功击败项羽立下功劳。电影通过张良的回忆口吻讲述，影片表现了他与项羽谋臣范增之间的谋略斗争，也刻画了两人之间英雄惜英雄的感情。     |
| 安志杰                 | 韩信     | 天下无敌，“汉初三杰”之一，为刘邦打天下立下赫赫战功。影片着重表现了韩信骁勇善战的一面，刘邦称帝之后将韩信处死的一幕令人扼腕叹息。                                                               |
| 黄秋生                 | 范增     | 战道魔手，项羽的主要谋士，被项羽尊称为“亚父”。在鸿门宴刺杀刘邦的计谋失败后，范增由于张良的离间计，遭到项羽猜忌，愤然回乡，在途中因发病而死。                                                   |
| 陈小春                 | 樊哙     | 热血战士，楚汉时期仅次于项羽的第二猛将，大汉名将之一。与刘邦的交往甚密，为刘邦第一心腹。在刘邦从鸿门宴中全身而退的过程中，樊哙发挥了至关重要的作用。                                           |
| 修庆                   | 萧何     | “漢初三傑”之一，輔助漢高祖劉邦建立漢政權。 |
| 贾青                   | 女刺客   | |
| 丁海峰                 | 项莊     | |
| 赵会南                 | 楚後懷王 | |
| 孙文婷、孟瞳迪、黄姿琪 | 兵法神女 | |
| 杜奕衡                 | 刺客     | |
| 午马                   | 劉玄     | 太傅。率領一群弟子員重遊鴻門故地，因而與當地守墓人一同爭論起當年事蹟的詳細情節。友情演出。 |
| 陈观泰                 | 虬髯客   | |
| 陈之辉                 | 夏侯婴   | |
| 徐向东                 | 项伯     | |
| 杜玉明                 | 龙且     | |
| 赵文浩                 | 伯符     | 太學弟子員。 |

## 票房
中国大陆
影片在中国大陆首周六天票房8200万元，次周收获5200万元，为这两周的票房冠军。至12月25日累计1.5亿元。
 香港
本片的香港票房为109万元港币。
| 上一届： 《東成西就2011》 | 2011年中国内地一周票房冠军 第49周（11月28日-12月4日） 第50周（12月5日-12月11日） | 下一届： 《金陵十三钗》 |

## 评价
《重庆时报》评价：男色盛宴。
《重庆商报》评价：这部原本应当讲述“三年并肩反秦，四年楚汉相争”的影片，却在李仁港的操刀下，成为一部讲诉一个犯傻青年“项羽”，分别被三个文艺青年“刘邦”、“张良”、“范增”逼上绝境的故事。
《凤凰网》评价：《鸿门宴》老戏骨比谋小伙子拼帅。
《京华时报》评价：影片对于“鸿门宴”的经过及前后的历史进行了颠覆性的改编，李仁港不按史书套路出牌。
《武汉晚报》评价：历史上最著名的一场饭局《鸿门宴》原来是一盘没有下完的棋。

## 奖项
| 獎項             | 名字           | 結果 |
| ---------------- | -------------- | ---- |
| 最佳原创电影音乐 | 黎允文         | 提名 |
| 最佳服装设计     | 莫均傑、黃明霞 | 提名 |
| 最佳音响效果     | 鄭穎園、林紹儒 | 提名 |
| 最佳美术指导     | 李仁港         | 提名 |